# 학교2023
《학교9 》는 방영 예정인 KBS 드라마다.